# 何四维
何四维（荷蘭語：Anthony Francois Paulus Hulsewé，1910年1月31日—1993年12月16日），荷兰汉学家、学者、教育者和作家，以研究中国古代律法闻名，尤其是汉朝（公元前220年-公元206年）。

## 生平
何四维1910年出生德国夏洛滕堡，父亲在一家德国公司做电气工程。家庭来自荷兰格罗宁根，传统意义上来说是荷兰归正教会牧师，但是他爷爷选择农商业代替了教堂服侍。由于担心第一次世界大战及其影响，他父母把他和几个兄弟送到荷兰阿纳姆的阿姨家。他们一家最终于1919年离开德国，开始在阿姆斯特丹不远处的小镇布森定居。
二十世纪初，荷兰政府为了补充东印度公司的外交官员及其贸易管理，提供奖学金资助学习中文和日文的学生，何四维在1927年完成中学生涯后，拿到荷兰政府奖学金，顺利进入莱顿大学深造学习中文，师从荷兰汉学家戴闻达。他在大一时唯一的同学Marius van der Valk (1908–1978)学习中国法律，日后成为莱顿大学的现代中国法律教授。1931年通过考试之后，何四维前往北京继续深造学习，师从梁启超的弟弟梁启雄，他的同学Marius van der Valk鼓励他学习中国法律史，他开始着手翻译《刑法志》、《新唐书》和《旧唐书》。1934年末，他搬去日本京都深造学习日语，1935年前往巴达维亚担任荷兰政府东亚事务所职员，主要任务是从中国和日本报纸截取到相关政治信息。1939年回到荷兰，完成硕士论文拿到学位证。当他再次返回巴达维亚不久，日本入侵爪哇岛，何四维不幸被俘获遣送到新加坡关押，直到第二次世界大战结束。
1946年返回荷兰后，接受导师推荐的莱顿大学中文系教师的职务，他开始研究中国唐朝法律相关事务，被德国学者抢占后转攻中国汉代法律史，并于1955年拿到博士学位。随着1954年导师戴闻达去世，他继承荷兰莱顿大学中文系教授。1975年退休，携着第二任妻子去瑞士罗蒙继续他的研究，直到1993年因心肌梗死而去世。